# 이민자 (가수)
이민자(李珉子, 1959년 1월 8일 ~ )는 대한민국의 여성 트로트 가수 겸 작사가이다.

## 이력
그녀는 경기도 인천에서 남성 트로트 가수 및 작곡가 겸 기타리스트 이봉룡의 슬하 3남 2녀 중 막내딸로 출생하였고 그녀의 어머니는 이봉룡의 두번째 부인이었다.
1978년 《유달산의 추억》이라는 노래 작품으로 가수 첫 데뷔하였으며 이후 CCM 음악 분야에서 활약하였다.

## 디스코그래피

### 음반
- 1978년 《이민자 1집 - 유달산의 추억》